# Station Lippstadt
Station Lippstadt is een spoorwegstation in de Duitse plaats Lippstadt. 
Het ligt aan de spoorlijn Hannover - Soest . 